# Assuria Hermitage High-Rise
Assuria Hermitage High-Rise is een flat in Paramaribo. Het is het hoogste gebouw van Suriname (stand 2022).
De officiële opening vond op 27 december 2019 plaats. Het gebouw heeft tien etages en is 56 meter hoog. Het wordt een smart building genoemd vanwege een 'building management systeem' dat zorgt voor onder meer een 'intelligente' manier van energieverbruik en hergebruik van regenwater.
De bouw is een volledig Surinaams project. Het ontwerp kwam van architectenbureau ABT en FIRM Engineering, die de opdracht verkregen door de winst van een ontwerpwedstrijd in 2014. De bouw werd uitgevoerd door het aannemingsbedrijf RHC. Het gebouw kostte 15 miljoen USD.
Het ontwerp is geïnspireerd op een scene uit de film Wan Pipel op een rivier in het binnenland. De onderkant lijkt op een korjaal en de zijkanten met de liften staan symbool voor de staf (koelatiki) waarmee de korjaal over het water wordt geloodst. De voor- en achterkant is geïnspireerd op een peddel.
De opdrachtgever is het verzekeringsbedrijf Assuria, waarvan de werknemers voorheen verspreid waren over drie verschillende vestigingen. Daarnaast werken er mensen van andere bedrijven, is er een restaurant, koffiecorner, schouwburg, zaal voor 750 gasten en overdekte parkeerplaats. Ook worden er voorstellingen gehouden, zoals in december 2022 The Story of Kenny B.

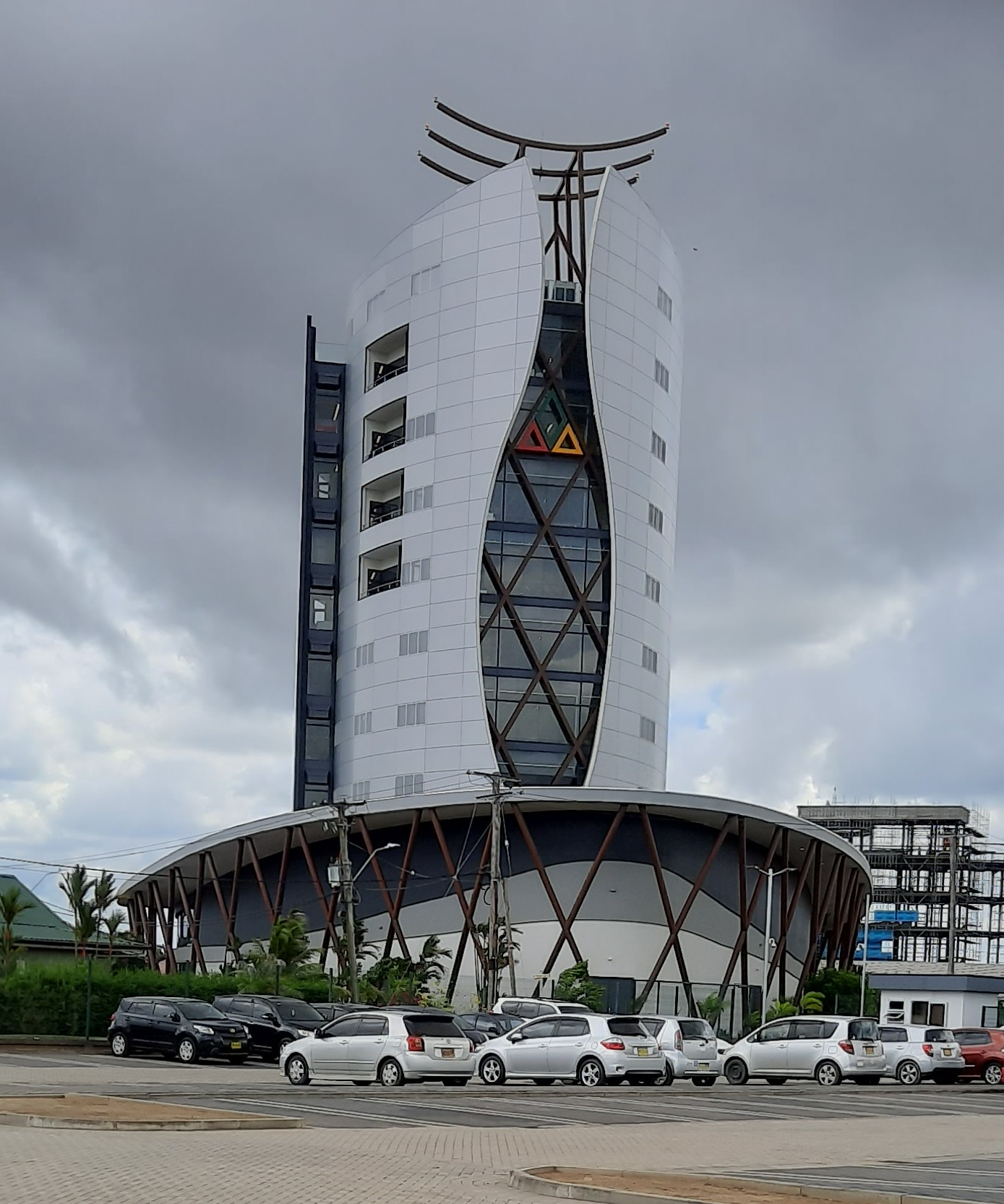
het gebouw in december 2019